# Élections municipales de 2014 dans l'Aube
Les élections municipales de 2014 dans l'Aube sont le renouvellement des membres du conseil municipal et du poste de maire des 433 communes du département de l'Aube, pour un mandat de six ans.
Les premiers tours ont été fixés au 23 mars 2014 et les seconds tours éventuels au 30 mars 2014.

## Maires sortants et maires élus
Le scrutin est marqué par une stabilité politique relative dans le département. La gauche perd Bar-sur-Aube, mais progresse néanmoins avec les gains de Saint-Julien-les-Villas et Villenauxe-la-Grande. La droite demeure majoritaire avec le maintien des maires d'Arcis-sur-Aube, Brienne-le-Château, Romilly-sur-Seine, Saint-André-les-Vergers, Saint-Parres-aux-Tertres et bien sûr Troyes.
| Commune                  | Population | Maire sortant                | Parti | Parti | Maire élu                    | Parti | Parti |
| ------------------------ | ---------- | ---------------------------- | ----- | ----- | ---------------------------- | ----- | ----- |
| Aix-en-Othe              | 2 450      | Yves Fournier                |       | PS    | Yves Fournier                |       | PS    |
| Arcis-sur-Aube           | 2 988      | Serge Lardin                 |       | UMP   | Serge Lardin                 |       | UMP   |
| Bar-sur-Aube             | 5 214      | René Gaudot                  |       | DVG   | Phillipe Borde               |       | DVD   |
| Bar-sur-Seine            | 3 203      | Marcel Hurillon              |       | DVG   | Marcel Hurillon              |       | DVG   |
| Bréviandes               | 2 318      | Thierry Blasco               |       | DVG   | Thierry Blasco               |       | DVG   |
| Brienne-le-Château       | 3 024      | Nicolas Dhuicq               |       | UMP   | Nicolas Dhuicq               |       | UMP   |
| La Chapelle-Saint-Luc    | 12 716     | Olivier Girardin             |       | PS    | Olivier Girardin             |       | PS    |
| La Rivière-de-Corps      | 2 927      | Véronique Saublet Saint-Mars |       | DVD   | Véronique Saublet Saint-Mars |       | DVD   |
| Les Noës-près-Troyes     | 3 194      | Jean-Pierre Abel             |       | DVD   | Jean-Pierre Abel             |       | DVD   |
| Nogent-sur-Seine         | 6 028      | Gérard Ancelin               |       | DVD   | Hugues Fadin                 |       | DVD   |
| Pont-Sainte-Marie        | 4 844      | Pascal Landréat              |       | MoDem | Pascal Landréat              |       | MoDem |
| Romilly-sur-Seine        | 13 673     | Éric Vuillemin               |       | UMP   | Éric Vuillemin               |       | UMP   |
| Rosières-près-Troyes     | 3 533      | Jacques Rigaud               |       | UMP   | Jacques Rigaud               |       | UMP   |
| Saint-André-les-Vergers  | 11 356     | Alain Balland                |       | UMP   | Alain Balland                |       | UMP   |
| Saint-Germain            | 2 265      | Paul Gaillard                |       | DVD   | Paul Gaillard                |       | DVD   |
| Saint-Julien-les-Villas  | 6 887      | Daniel Picara                |       | DVD   | Jean-Michel Viart            |       | DVG   |
| Saint-Lyé                | 2 935      | Marcel Spilmann              |       | DVG   | Marcel Spilmann              |       | DVG   |
| Saint-Parres-aux-Tertres | 2 910      | Colette Rota                 |       | DVD   | Colette Rota                 |       | DVD   |
| Sainte-Savine            | 10 178     | Jean-Jacques Arnaud          |       | PS    | Jean-Jacques Arnaud          |       | PS    |
| Troyes                   | 60 013     | François Baroin              |       | UMP   | François Baroin              |       | UMP   |
| Vendeuvre-sur-Barse      | 2 398      | Claude Ruelle                |       | DVD   | Jean-Baptiste Rota           |       | DVD   |
| Villenauxe-la-Grande     | 2 808      | Christophe Dham              |       | DVD   | Paul Bujar                   |       | DVG   |

### Résultats en nombre de maires
| Partis       | Partis                            | Maires sortants | Maires élus | Évolution     |
| ------------ | --------------------------------- | --------------- | ----------- | ------------- |
|              | Divers gauche                     | 4               | 5           | 1             |
|              | Parti socialiste                  | 3               | 3           | en stagnation |
| Total gauche | Total gauche                      | 7               | 8           | 1             |
|              | Divers droite                     | 8               | 7           | 1             |
|              | Union pour un mouvement populaire | 6               | 6           | en stagnation |
|              | MoDem                             | 1               | 1           | en stagnation |
| Total droite | Total droite                      | 15              | 14          | 1             |
| Total        | Total                             | 22              | 22          | -             |

## Résultats dans les communes de plus de2 000 habitants

### Aix-en-Othe
- Maire sortant : Yves Fournier
- 19 sièges à pourvoir au conseil municipal (population légale 2011 : 2 450 habitants)
- 10 sièges à pourvoir au conseil communautaire (CC du Pays d'Othe Aixois)

|                          | Yves Fournier * | PS             | 765   | 100,00 | 19 | 10 |  |  |
|                          |                 |                |       |        |    |    |  |  |
| Inscrits                 | Inscrits        | Inscrits       | 1 732 | 100,00 |    |    |  |  |
| Abstentions              | Abstentions     | Abstentions    | 701   | 40,47  |    |    |  |  |
| Votants                  | Votants         | Votants        | 1 031 | 59,53  |    |    |  |  |
| Blancs et nuls           | Blancs et nuls  | Blancs et nuls | 266   | 25,80  |    |    |  |  |
| Exprimés                 | Exprimés        | Exprimés       | 765   | 74,20  |    |    |  |  |
| * Liste du maire sortant |                 |                |       |        |    |    |  |  |

### Arcis-sur-Aube
- Maire sortant : Serge Lardin
- 23 sièges à pourvoir au conseil municipal (population légale 2011 : 2 988 habitants)
- 10 sièges à pourvoir au conseil communautaire (CC d'Arcis, Mailly, Ramerupt)

|                          | Serge Lardin *  | UMP            | 639   | 56,15  | 18 | 8 |  |  |
|                          | Charles Hittler | DVD            | 499   | 43,84  | 5  | 2 |  |  |
|                          |                 |                |       |        |    |   |  |  |
| Inscrits                 | Inscrits        | Inscrits       | 1 897 | 100,00 |    |   |  |  |
| Abstentions              | Abstentions     | Abstentions    | 708   | 37,32  |    |   |  |  |
| Votants                  | Votants         | Votants        | 1 189 | 62,68  |    |   |  |  |
| Blancs et nuls           | Blancs et nuls  | Blancs et nuls | 51    | 4,29   |    |   |  |  |
| Exprimés                 | Exprimés        | Exprimés       | 1 138 | 95,71  |    |   |  |  |
| * Liste du maire sortant |                 |                |       |        |    |   |  |  |

### Bar-sur-Aube
- Maire sortant : René Gaudot (DVG)
- 29 sièges à pourvoir au conseil municipal (population légale 2011 : 5 214 habitants)
- 19 sièges à pourvoir au conseil communautaire (CC de la Région de Bar-sur-Aube)

|                          | Philippe Borde | DVD            | 1 009 | 50,37  | 22 | 15 |  |  |
|                          | René Gaudot *  | DVG            | 994   | 49,62  | 7  | 4  |  |  |
|                          |                |                |       |        |    |    |  |  |
| Inscrits                 | Inscrits       | Inscrits       | 3 544 | 100,00 |    |    |  |  |
| Abstentions              | Abstentions    | Abstentions    | 1 443 | 40,72  |    |    |  |  |
| Votants                  | Votants        | Votants        | 2 101 | 59,28  |    |    |  |  |
| Blancs et nuls           | Blancs et nuls | Blancs et nuls | 98    | 4,66   |    |    |  |  |
| Exprimés                 | Exprimés       | Exprimés       | 2 003 | 95,34  |    |    |  |  |
| * Liste du maire sortant |                |                |       |        |    |    |  |  |

### Bar-sur-Seine
- Maire sortant : Marcel Hurillon (DVG)
- 23 sièges à pourvoir au conseil municipal (population légale 2011 : 3 203 habitants)
- 4 sièges à pourvoir au conseil communautaire (CC du Barséquanais en Champagne)

|                          | Marcel Hurillon *  | DVG            | 696   | 61,10  | 19 | 4 |  |  |
|                          | Philippe Fauconnet | UMP            | 291   | 25,54  | 3  |   |  |  |
|                          | Joseph Seghetto    | PCF            | 152   | 13,34  | 1  |   |  |  |
|                          |                    |                |       |        |    |   |  |  |
| Inscrits                 | Inscrits           | Inscrits       | 1 986 | 100,00 |    |   |  |  |
| Abstentions              | Abstentions        | Abstentions    | 778   | 39,17  |    |   |  |  |
| Votants                  | Votants            | Votants        | 1 208 | 60,83  |    |   |  |  |
| Blancs et nuls           | Blancs et nuls     | Blancs et nuls | 69    | 5,71   |    |   |  |  |
| Exprimés                 | Exprimés           | Exprimés       | 1 139 | 94,29  |    |   |  |  |
| * Liste du maire sortant |                    |                |       |        |    |   |  |  |

### Bréviandes
- Maire sortant : Thierry Blasco
- 19 sièges à pourvoir au conseil municipal (population légale 2011 : 2 318 habitants)
- 2 sièges à pourvoir au conseil communautaire (CA Troyes Champagne Métropole)

|                          | Thierry Blasco * | DVG            | 688   | 100,00 | 19 | 2 |  |  |
|                          |                  |                |       |        |    |   |  |  |
| Inscrits                 | Inscrits         | Inscrits       | 1 505 | 100,00 |    |   |  |  |
| Abstentions              | Abstentions      | Abstentions    | 665   | 44,19  |    |   |  |  |
| Votants                  | Votants          | Votants        | 840   | 55,81  |    |   |  |  |
| Blancs et nuls           | Blancs et nuls   | Blancs et nuls | 152   | 18,10  |    |   |  |  |
| Exprimés                 | Exprimés         | Exprimés       | 688   | 81,90  |    |   |  |  |
| * Liste du maire sortant |                  |                |       |        |    |   |  |  |

### Brienne-le-Château
- Maire sortant : Nicolas Dhuicq (UMP)
- 23 sièges à pourvoir au conseil municipal (population légale 2011 : 3 024 habitants)
- 12 sièges à pourvoir au conseil communautaire (CC des Lacs de Champagne)

| Tête de liste            | Tête de liste    | Liste          | Premier tour | Premier tour | Second tour | Second tour | Sièges | Sièges |
| Tête de liste            | Tête de liste    | Liste          | Voix         | %            | Voix        | %           | CM     | CC     |
| ------------------------ | ---------------- | -------------- | ------------ | ------------ | ----------- | ----------- | ------ | ------ |
|                          | Nicolas Dhuicq * | UMP            | 589          | 44,58        | 603         | 44,89       | 17     | 9      |
|                          | Bernard Mathieu  | DVG            | 503          | 38,07        | 575         | 42,81       | 5      | 3      |
|                          | Didier Fiot      | FN             | 229          | 17,33        | 165         | 12,28       | 1      |        |
|                          |                  |                |              |              |             |             |        |        |
| Inscrits                 | Inscrits         | Inscrits       | 2 053        | 100,00       | 2 053       | 100,00      |        |        |
| Abstentions              | Abstentions      | Abstentions    | 703          | 34,24        | 684         | 33,32       |        |        |
| Votants                  | Votants          | Votants        | 1 350        | 65,76        | 1 369       | 66,68       |        |        |
| Blancs et nuls           | Blancs et nuls   | Blancs et nuls | 29           | 2,15         | 26          | 1,90        |        |        |
| Exprimés                 | Exprimés         | Exprimés       | 1 321        | 97,85        | 1 343       | 98,10       |        |        |
| * Liste du maire sortant |                  |                |              |              |             |             |        |        |

### La Chapelle-Saint-Luc
- Maire sortant : Olivier Girardin (PS)
- 33 sièges à pourvoir au conseil municipal (population légale 2011 : 12 716 habitants)
- 5 sièges à pourvoir au conseil communautaire (CA Troyes Champagne Métropole)

| Tête de liste            | Tête de liste         | Liste          | Premier tour | Premier tour | Second tour | Second tour | Sièges | Sièges |
| Tête de liste            | Tête de liste         | Liste          | Voix         | %            | Voix        | %           | CM     | CC     |
| ------------------------ | --------------------- | -------------- | ------------ | ------------ | ----------- | ----------- | ------ | ------ |
|                          | Olivier Girardin *    | PS-PCF-EELV    | 1 693        | 49,91        | 2 049       | 56,58       | 26     | 4      |
|                          | Yves Rehn             | UMP            | 1 213        | 35,76        | 1 572       | 43,41       | 7      | 1      |
|                          | Jean-Louis Defontaine | UDI            | 486          | 14,32        |             |             |        |        |
|                          |                       |                |              |              |             |             |        |        |
| Inscrits                 | Inscrits              | Inscrits       | 6 480        | 100,00       | 6 476       | 100,00      |        |        |
| Abstentions              | Abstentions           | Abstentions    | 2 936        | 45,31        | 2 716       | 41,94       |        |        |
| Votants                  | Votants               | Votants        | 3 544        | 54,69        | 3 760       | 58,06       |        |        |
| Blancs et nuls           | Blancs et nuls        | Blancs et nuls | 152          | 4,29         | 139         | 3,70        |        |        |
| Exprimés                 | Exprimés              | Exprimés       | 3 392        | 95,71        | 3 621       | 96,30       |        |        |
| * Liste du maire sortant |                       |                |              |              |             |             |        |        |

### La Rivière-de-Corps
- Maire sortant : Véronique Saublet Saint-Mars
- 23 sièges à pourvoir au conseil municipal (population légale 2011 : 2 927 habitants)
- 2 sièges à pourvoir au conseil communautaire (CA Troyes Champagne Métropole)

|                | Véronique Saublet Saint-Mars | DVD            | 942   | 100,00 | 23 | 2 |  |  |
|                |                              |                |       |        |    |   |  |  |
| Inscrits       | Inscrits                     | Inscrits       | 2 516 | 100,00 |    |   |  |  |
| Abstentions    | Abstentions                  | Abstentions    | 1 244 | 49,44  |    |   |  |  |
| Votants        | Votants                      | Votants        | 1 272 | 50,56  |    |   |  |  |
| Blancs et nuls | Blancs et nuls               | Blancs et nuls | 330   | 25,94  |    |   |  |  |
| Exprimés       | Exprimés                     | Exprimés       | 942   | 74,06  |    |   |  |  |

### Les Noës-près-Troyes
- Maire sortant : Jean-Pierre Abel (DVD)
- 23 sièges à pourvoir au conseil municipal (population légale 2011 : 3 194 habitants)
- 2 sièges à pourvoir au conseil communautaire (CA Troyes Champagne Métropole)

|                          | Jean-Pierre Abel * | DVD            | 804   | 68,13  | 20 | 2 |  |  |
|                          | Michel Debana      | DVG            | 376   | 31,86  | 3  |   |  |  |
|                          |                    |                |       |        |    |   |  |  |
| Inscrits                 | Inscrits           | Inscrits       | 2 147 | 100,00 |    |   |  |  |
| Abstentions              | Abstentions        | Abstentions    | 889   | 41,41  |    |   |  |  |
| Votants                  | Votants            | Votants        | 1 258 | 58,59  |    |   |  |  |
| Blancs et nuls           | Blancs et nuls     | Blancs et nuls | 78    | 6,20   |    |   |  |  |
| Exprimés                 | Exprimés           | Exprimés       | 1 180 | 93,80  |    |   |  |  |
| * Liste du maire sortant |                    |                |       |        |    |   |  |  |

### Nogent-sur-Seine
- Maire sortant : Gérard Ancelin (DVD)
- 29 sièges à pourvoir au conseil municipal (population légale 2011 : 6 028 habitants)
- 8 sièges à pourvoir au conseil communautaire (CC du Nogentais)

| Tête de liste  | Tête de liste      | Liste          | Premier tour | Premier tour | Second tour | Second tour | Sièges | Sièges |
| Tête de liste  | Tête de liste      | Liste          | Voix         | %            | Voix        | %           | CM     | CC     |
| -------------- | ------------------ | -------------- | ------------ | ------------ | ----------- | ----------- | ------ | ------ |
|                | Hugues Fadin       | DVD            | 746          | 32,30        | 1 020       | 42,14       | 21     | 6      |
|                | Thierry Neeser     | DVD            | 688          | 29,79        | 745         | 30,78       | 4      | 2      |
|                | Jean-Paul Vinckier | FN             | 462          | 20,00        | 345         | 14,25       | 2      |        |
|                | Laurent Levasseur  | DVG            | 413          | 17,88        | 310         | 12,80       | 2      |        |
|                |                    |                |              |              |             |             |        |        |
| Inscrits       | Inscrits           | Inscrits       | 3 652        | 100,00       | 3 652       | 100,00      |        |        |
| Abstentions    | Abstentions        | Abstentions    | 1 294        | 35,43        | 1 180       | 32,31       |        |        |
| Votants        | Votants            | Votants        | 2 358        | 64,57        | 2 472       | 67,69       |        |        |
| Blancs et nuls | Blancs et nuls     | Blancs et nuls | 49           | 2,08         | 52          | 2,10        |        |        |
| Exprimés       | Exprimés           | Exprimés       | 2 309        | 97,92        | 2 420       | 97,90       |        |        |

### Pont-Sainte-Marie
- Maire sortant : Pascal Landréat (MoDem)
- 27 sièges à pourvoir au conseil municipal (population légale 2011 : 4 844 habitants)
- 2 sièges à pourvoir au conseil communautaire (CA Troyes Champagne Métropole)

|                          | Pascal Landréat * | MoDem          | 997   | 62,19  | 22 | 2 |  |  |
|                          | Christian Peuch   | SE             | 606   | 37,80  | 5  |   |  |  |
|                          |                   |                |       |        |    |   |  |  |
| Inscrits                 | Inscrits          | Inscrits       | 2 818 | 100,00 |    |   |  |  |
| Abstentions              | Abstentions       | Abstentions    | 1 106 | 39,25  |    |   |  |  |
| Votants                  | Votants           | Votants        | 1 712 | 60,75  |    |   |  |  |
| Blancs et nuls           | Blancs et nuls    | Blancs et nuls | 109   | 6,37   |    |   |  |  |
| Exprimés                 | Exprimés          | Exprimés       | 1 603 | 93,63  |    |   |  |  |
| * Liste du maire sortant |                   |                |       |        |    |   |  |  |

### Romilly-sur-Seine
- Maire sortant : Éric Vuillemin (UMP)
- 33 sièges à pourvoir au conseil municipal (population légale 2011 : 13 673 habitants)
- 12 sièges à pourvoir au conseil communautaire (CC des Portes de Romilly-sur-Seine)

| Tête de liste            | Tête de liste       | Liste          | Premier tour | Premier tour | Second tour | Second tour | Sièges | Sièges |
| Tête de liste            | Tête de liste       | Liste          | Voix         | %            | Voix        | %           | CM     | CC     |
| ------------------------ | ------------------- | -------------- | ------------ | ------------ | ----------- | ----------- | ------ | ------ |
|                          | Éric Vuillemin *    | DVD            | 2 461        | 48,94        | 2 657       | 52,28       | 26     | 9      |
|                          | Pierre Mathieu      | PS-PCF-EELV    | 1 659        | 32,99        | 1 674       | 32,93       | 5      | 2      |
|                          | Jean-Patrick Vernet | FN             | 908          | 18,05        | 751         | 14,77       | 2      | 1      |
|                          |                     |                |              |              |             |             |        |        |
| Inscrits                 | Inscrits            | Inscrits       | 8 888        | 100,00       | 8 888       | 100,00      |        |        |
| Abstentions              | Abstentions         | Abstentions    | 3 706        | 41,70        | 3 705       | 41,69       |        |        |
| Votants                  | Votants             | Votants        | 5 182        | 58,30        | 5 183       | 58,31       |        |        |
| Blancs et nuls           | Blancs et nuls      | Blancs et nuls | 154          | 2,97         | 101         | 1,95        |        |        |
| Exprimés                 | Exprimés            | Exprimés       | 5 028        | 97,03        | 5 082       | 98,05       |        |        |
| * Liste du maire sortant |                     |                |              |              |             |             |        |        |

### Rosières-près-Troyes
- Maire sortant : Jacques Rigaud (UMP)
- 27 sièges à pourvoir au conseil municipal (population légale 2011 : 3 533 habitants)
- 2 sièges à pourvoir au conseil communautaire (CA Troyes Champagne Métropole)

|                          | Jacques Rigaud * | UMP            | 1 062 | 100,00 | 27 | 2 |  |  |
|                          |                  |                |       |        |    |   |  |  |
| Inscrits                 | Inscrits         | Inscrits       | 2 262 | 100,00 |    |   |  |  |
| Abstentions              | Abstentions      | Abstentions    | 1 014 | 44,83  |    |   |  |  |
| Votants                  | Votants          | Votants        | 1 248 | 55,17  |    |   |  |  |
| Blancs et nuls           | Blancs et nuls   | Blancs et nuls | 186   | 14,90  |    |   |  |  |
| Exprimés                 | Exprimés         | Exprimés       | 1 062 | 85,10  |    |   |  |  |
| * Liste du maire sortant |                  |                |       |        |    |   |  |  |

### Saint-André-les-Vergers
- Maire sortant : Alain Balland (DVD)
- 33 sièges à pourvoir au conseil municipal (population légale 2011 : 11 356 habitants)
- 4 sièges à pourvoir au conseil communautaire (CA Troyes Champagne Métropole)

|                          | Alain Balland * | UMP            | 2 567 | 57,51  | 27 | 4 |  |  |
|                          | Philippe Deon   | PS-PCF-EELV    | 853   | 19,11  | 3  |   |  |  |
|                          | Axel Domagala   | FN             | 622   | 13,93  | 2  |   |  |  |
|                          | Claude Bianchi  | DVG            | 421   | 9,43   | 1  |   |  |  |
|                          |                 |                |       |        |    |   |  |  |
| Inscrits                 | Inscrits        | Inscrits       | 8 109 | 100,00 |    |   |  |  |
| Abstentions              | Abstentions     | Abstentions    | 3 552 | 43,80  |    |   |  |  |
| Votants                  | Votants         | Votants        | 4 557 | 56,20  |    |   |  |  |
| Blancs et nuls           | Blancs et nuls  | Blancs et nuls | 94    | 2,06   |    |   |  |  |
| Exprimés                 | Exprimés        | Exprimés       | 4 463 | 97,94  |    |   |  |  |
| * Liste du maire sortant |                 |                |       |        |    |   |  |  |

### Saint-Germain
- Maire sortant : Paul Gaillard
- 19 sièges à pourvoir au conseil municipal (population légale 2011 : 2 265 habitants)
- 2 sièges à pourvoir au conseil communautaire (CA Troyes Champagne Métropole)

|                          | Paul Gaillard *  | DVD            | 595   | 55,60  | 16 | 2 |  |  |
|                          | Laurent Regnault | SE             | 285   | 26,63  | 2  |   |  |  |
|                          | Max Rolland      | SE             | 190   | 17,75  | 1  |   |  |  |
|                          |                  |                |       |        |    |   |  |  |
| Inscrits                 | Inscrits         | Inscrits       | 1 805 | 100,00 |    |   |  |  |
| Abstentions              | Abstentions      | Abstentions    | 676   | 37,45  |    |   |  |  |
| Votants                  | Votants          | Votants        | 1 129 | 62,55  |    |   |  |  |
| Blancs et nuls           | Blancs et nuls   | Blancs et nuls | 59    | 5,23   |    |   |  |  |
| Exprimés                 | Exprimés         | Exprimés       | 1 070 | 94,77  |    |   |  |  |
| * Liste du maire sortant |                  |                |       |        |    |   |  |  |

### Saint-Julien-les-Villas
- Maire sortant : Daniel Picara (DVD)
- 29 sièges à pourvoir au conseil municipal (population légale 2011 : 6 887 habitants)
- 3 sièges à pourvoir au conseil communautaire (CA Troyes Champagne Métropole)

| Tête de liste            | Tête de liste     | Liste          | Premier tour | Premier tour | Second tour | Second tour | Sièges | Sièges |
| Tête de liste            | Tête de liste     | Liste          | Voix         | %            | Voix        | %           | CM     | CC     |
| ------------------------ | ----------------- | -------------- | ------------ | ------------ | ----------- | ----------- | ------ | ------ |
|                          | Jean-Marie Bailly | DVD            | 860          | 30,81        | 920         | 31,62       | 5      | 1      |
|                          | Jean-Michel Viart | SE             | 785          | 28,12        | 1 006       | 34,58       | 20     | 2      |
|                          | Daniel Picara *   | DVD            | 576          | 20,63        | 466         | 16,01       | 2      |        |
|                          | Didier Cloos      | DVG            | 570          | 20,42        | 517         | 17,77       | 2      |        |
|                          |                   |                |              |              |             |             |        |        |
| Inscrits                 | Inscrits          | Inscrits       | 5 012        | 100,00       | 5 214       | 100,00      |        |        |
| Abstentions              | Abstentions       | Abstentions    | 2 115        | 42,20        | 2 241       | 42,98       |        |        |
| Votants                  | Votants           | Votants        | 2 897        | 57,80        | 2 973       | 57,02       |        |        |
| Blancs et nuls           | Blancs et nuls    | Blancs et nuls | 106          | 3,66         | 64          | 2,15        |        |        |
| Exprimés                 | Exprimés          | Exprimés       | 2 791        | 96,34        | 2 909       | 97,85       |        |        |
| * Liste du maire sortant |                   |                |              |              |             |             |        |        |

### Saint-Lyé
- Maire sortant : Marcel Spilmann
- 23 sièges à pourvoir au conseil municipal (population légale 2011 : 2 935 habitants)
- 3 sièges à pourvoir au conseil communautaire (CA Troyes Champagne Métropole)

|                          | Marcel Spilmann * | DVG            | 799   | 58,44  | 19 | 2 |  |  |
|                          | Nancy Molieres    | DVD            | 568   | 41,55  | 4  | 1 |  |  |
|                          |                   |                |       |        |    |   |  |  |
| Inscrits                 | Inscrits          | Inscrits       | 2 258 | 100,00 |    |   |  |  |
| Abstentions              | Abstentions       | Abstentions    | 825   | 36,54  |    |   |  |  |
| Votants                  | Votants           | Votants        | 1 433 | 63,46  |    |   |  |  |
| Blancs et nuls           | Blancs et nuls    | Blancs et nuls | 66    | 4,61   |    |   |  |  |
| Exprimés                 | Exprimés          | Exprimés       | 1 367 | 95,39  |    |   |  |  |
| * Liste du maire sortant |                   |                |       |        |    |   |  |  |

### Saint-Parres-aux-Tertres
- Maire sortant : Colette Rota
- 23 sièges à pourvoir au conseil municipal (population légale 2011 : 2 910 habitants)
- 2 sièges à pourvoir au conseil communautaire (CA Troyes Champagne Métropole)

|                          | Colette Rota * | DVD            | 1 069 | 100,00 | 23 | 2 |  |  |
|                          |                |                |       |        |    |   |  |  |
| Inscrits                 | Inscrits       | Inscrits       | 2 135 | 100,00 |    |   |  |  |
| Abstentions              | Abstentions    | Abstentions    | 872   | 40,84  |    |   |  |  |
| Votants                  | Votants        | Votants        | 1 263 | 59,16  |    |   |  |  |
| Blancs et nuls           | Blancs et nuls | Blancs et nuls | 194   | 15,36  |    |   |  |  |
| Exprimés                 | Exprimés       | Exprimés       | 1 069 | 84,64  |    |   |  |  |
| * Liste du maire sortant |                |                |       |        |    |   |  |  |

### Sainte-Savine
- Maire sortant : Jean-Jacques Arnaud (PS)
- 33 sièges à pourvoir au conseil municipal (population légale 2011 : 10 178 habitants)
- 4 sièges à pourvoir au conseil communautaire (CA Troyes Champagne Métropole)

| Tête de liste            | Tête de liste         | Liste          | Premier tour | Premier tour | Second tour | Second tour | Sièges | Sièges |
| Tête de liste            | Tête de liste         | Liste          | Voix         | %            | Voix        | %           | CM     | CC     |
| ------------------------ | --------------------- | -------------- | ------------ | ------------ | ----------- | ----------- | ------ | ------ |
|                          | Jean-Jacques Arnaud * | PS             | 1 586        | 38,84        | 1 758       | 43,50       | 24     | 3      |
|                          | Anne-Marie Zeltz      | DVD            | 929          | 22,75        | 1 181       | 29,22       | 5      | 1      |
|                          | Karl D'hulst          | DVD            | 775          | 18,98        | 692         | 17,12       | 3      |        |
|                          | Jean-Luc Sautreau     | DVG            | 528          | 12,93        | 410         | 10,14       | 1      |        |
|                          | Nelly Collot-touzé    | DVD            | 265          | 6,49         |             |             |        |        |
|                          |                       |                |              |              |             |             |        |        |
| Inscrits                 | Inscrits              | Inscrits       | 7 733        | 100,00       | 7 734       | 100,00      |        |        |
| Abstentions              | Abstentions           | Abstentions    | 3 480        | 45,00        | 3 531       | 45,66       |        |        |
| Votants                  | Votants               | Votants        | 4 253        | 55,00        | 4 203       | 54,34       |        |        |
| Blancs et nuls           | Blancs et nuls        | Blancs et nuls | 170          | 4,00         | 162         | 3,85        |        |        |
| Exprimés                 | Exprimés              | Exprimés       | 4 083        | 96,00        | 4 041       | 96,15       |        |        |
| * Liste du maire sortant |                       |                |              |              |             |             |        |        |

### Troyes
- Maire sortant : François Baroin (UMP)
- 49 sièges à pourvoir au conseil municipal (population légale 2011 : 60 013 habitants)
- 24 sièges à pourvoir au conseil communautaire (CA Troyes Champagne Métropole)

|                          | François Baroin * | UMP            | 9 545  | 62,56  | 41 | 20 |  |  |
|                          | Dimitri Sydor     | PS             | 2 741  | 17,96  | 4  | 2  |  |  |
|                          | Bruno Subtil      | FN             | 2 416  | 15,83  | 4  | 2  |  |  |
|                          | Pierre Bissey     | LO             | 554    | 3,63   |    |    |  |  |
|                          |                   |                |        |        |    |    |  |  |
| Inscrits                 | Inscrits          | Inscrits       | 29 725 | 100,00 |    |    |  |  |
| Abstentions              | Abstentions       | Abstentions    | 14 131 | 47,54  |    |    |  |  |
| Votants                  | Votants           | Votants        | 15 594 | 52,46  |    |    |  |  |
| Blancs et nuls           | Blancs et nuls    | Blancs et nuls | 338    | 2,17   |    |    |  |  |
| Exprimés                 | Exprimés          | Exprimés       | 15 256 | 97,83  |    |    |  |  |
| * Liste du maire sortant |                   |                |        |        |    |    |  |  |

### Vendeuvre-sur-Barse
- Maire sortant : Claude Ruelle
- 19 sièges à pourvoir au conseil municipal (population légale 2011 : 2 398 habitants)
- 9 sièges à pourvoir au conseil communautaire (CC de Vendeuvre-Soulaines)

|                | Jean-Baptiste Rota | DVD            | 601   | 56,59  | 15 | 8 |  |  |
|                | Charles Nourissat  | DVD            | 317   | 29,84  | 3  | 1 |  |  |
|                | Christian Chapotel | SE             | 144   | 13,55  | 1  |   |  |  |
|                |                    |                |       |        |    |   |  |  |
| Inscrits       | Inscrits           | Inscrits       | 1 503 | 100,00 |    |   |  |  |
| Abstentions    | Abstentions        | Abstentions    | 389   | 25,88  |    |   |  |  |
| Votants        | Votants            | Votants        | 1 114 | 74,12  |    |   |  |  |
| Blancs et nuls | Blancs et nuls     | Blancs et nuls | 52    | 4,67   |    |   |  |  |
| Exprimés       | Exprimés           | Exprimés       | 1 062 | 95,33  |    |   |  |  |

### Villenauxe-la-Grande
- Maire sortant : Christophe Dham
- 23 sièges à pourvoir au conseil municipal (population légale 2011 : 2 808 habitants)
- 4 sièges à pourvoir au conseil communautaire (CC du Nogentais)

|                | Paul Bujar      | DVG            | 700   | 59,93  | 19 | 3 |  |  |
|                | Bernard Lamoril | DVD            | 468   | 40,06  | 4  | 1 |  |  |
|                |                 |                |       |        |    |   |  |  |
| Inscrits       | Inscrits        | Inscrits       | 1 600 | 100,00 |    |   |  |  |
| Abstentions    | Abstentions     | Abstentions    | 380   | 23,75  |    |   |  |  |
| Votants        | Votants         | Votants        | 1 220 | 76,25  |    |   |  |  |
| Blancs et nuls | Blancs et nuls  | Blancs et nuls | 52    | 4,26   |    |   |  |  |
| Exprimés       | Exprimés        | Exprimés       | 1 168 | 95,74  |    |   |  |  |